# 호국로
호국로(護國路, Hoguk-ro)는 경기도 고양시 덕양구 행주대교에서 시작해 양주시, 의정부시, 포천시를 거쳐 강원특별자치도 철원군 근남면 용암삼거리를 잇는 도로이다.
한때, 의정부시에 있는 중앙 교차로 - 흥선광장오거리 구간은 미군의 캠프 라과디아의 존재로 인해 단절되었으나, 캠프 라과디아의 반환 이후 2011년 10월 28일에 중앙 교차로 - 흥선광장오거리 구간이 개통되었다. 그 구간의 위를 의정부경전철이 지나고 있으며, 의정부경전철의 정거장인 흥선역이 있다.

## 역사
- 1987년 12월 31일: 경기도 의정부시 의정부동 ~ 경기도 포천시 신북면 가채리 4차로 개통.[1]
- 1996년 1월 12일 : 학포교(철원군 김화읍 학사리) 120m 구간 재가설 개통[2]
- 1996년 10월 21일 : 철원군 갈말읍 강포리 ~ 문혜리 6.8km 구간 개통[3]
- 1997년 6월 30일 : 포천우회도로(포천군 포천읍 신읍리 ~ 신북면 가채리) 4.19km 구간 개통 및 기존 4.6km 구간 폐지, 양문우회도로(포천군 영중면 양문리) 1.8km 구간 개통 및 기존 구간 폐지[4]
- 1999년 11월 30일 : 포천 ~ 신철원간 도로(포천군 영북면 문안리 ~ 운천리) 3.81km 구간 확장 개통, 기존 구간 폐지[5]
- 2000년 12월 28일 : 행주대교(서울특별시 강서구 개화동 ~ 경기도 고양시 덕양구 행주외동) 2.523km 구간 확장 개통, 기존 구 행주대교 1.74km 구간 폐지[6]
- 2005년 8월 12일 : 문혜 ~ 지경간 도로(강원도 철원군 갈말읍 문혜리) 90m 구간 폐지[7]
- 2007년 1월 19일 : 문혜 ~ 김화간 도로(강원도 철원군 갈말읍 문혜리 ~ 김화읍 학사리) 12.52km 구간 신설 개통[8]
- 2009년 7월 10일 : 2개 이상 시·도에 걸쳐 있는 도로로 호국로를 고시[9]

## 주요 경유지
경기도
- 고양시 덕양구 (행주동 - 능곡동 - 화정동 - 주교동 - 성사동 - 원신동 - 고양동)

- 양주시 장흥면 - 의정부시 (흥선동 - 의정부동 - 자금동) - 포천시 (소흘읍 - 선단동 - 포천동 - 군내면 - 신북면 - 영중면 - 영북면)
강원특별자치도
- 철원군 (갈말읍 - 김화읍 - 서면 - 근남면)

## 노선
| 이름                                | 접속 노선                          | 소재지                                              | 소재지                                          | 소재지                                                     | 비고                                                                                    |
| 개화동로와 직결                     | 개화동로와 직결                    | 개화동로와 직결                                     | 개화동로와 직결                                 | 개화동로와 직결                                            | 개화동로와 직결                                                                         |
| ----------------------------------- | ---------------------------------- | --------------------------------------------------- | ----------------------------------------------- | ---------------------------------------------------------- | --------------------------------------------------------------------------------------- |
| 행주대교                            |                                    | 고양시                                              | 덕양구                                          | 행주동                                                     | 국도 제39호선 구간 국가지원지방도 제78호선 구간                                         |
| 행주 분기점 행주대교 북단           | 국도 제77호선 (자유로)             | 고양시                                              | 덕양구                                          | 행주동                                                     | 국도 제39호선 구간 국가지원지방도 제78호선 구간                                         |
| 행주고가 교차로 (행주고가차도)      | 행신로 행주로                      | 고양시                                              | 덕양구                                          | 행주동                                                     | 국도 제39호선 구간 국가지원지방도 제78호선 구간                                         |
| 능곡육교앞 교차로                   | 호수로                             | 고양시                                              | 덕양구                                          | 능곡동                                                     | 국도 제39호선 구간 국가지원지방도 제78호선 구간                                         |
| 철도육교                            |                                    | 고양시                                              | 덕양구                                          | 능곡동                                                     | 국도 제39호선 구간 국가지원지방도 제78호선 구간                                         |
| 대장동입구 교차로                   | 대주로 토당로                      | 고양시                                              | 덕양구                                          | 능곡동                                                     | 국도 제39호선 구간 국가지원지방도 제78호선 구간 고양시도 제92호선 구간                  |
| 토당 교차로                         | 새빛로                             | 고양시                                              | 덕양구                                          | 능곡동                                                     | 국도 제39호선 구간 국가지원지방도 제78호선 구간 고양시도 제92호선 구간                  |
| 토당육교 교차로                     | 중앙로 지도로 토당로               | 고양시                                              | 덕양구                                          | 능곡동                                                     | 국도 제39호선 구간 국가지원지방도 제78호선 구간 고양시도 제92호선 구간                  |
| 화정고교앞삼거리                    | 화정로                             | 고양시                                              | 덕양구                                          | 화정동                                                     | 국도 제39호선 구간 국가지원지방도 제78호선 구간 고양시도 제92호선 구간                  |
| 명지병원앞 교차로                   | 호국로627번길                      | 고양시                                              | 덕양구                                          | 화정동                                                     | 국도 제39호선 구간 국가지원지방도 제78호선 구간                                         |
| 화수초등학교앞 교차로               | 화수로                             | 고양시                                              | 덕양구                                          | 화정동                                                     | 국도 제39호선 구간 국가지원지방도 제78호선 구간                                         |
| (고양어울림누리 입구) (주교 교차로) | 어울림로 새빛로                    | 고양시                                              | 덕양구                                          | 주교동                                                     | 국도 제39호선 구간 국가지원지방도 제78호선 구간                                         |
| 신원당마을앞 교차로                 | 원당로                             | 고양시                                              | 덕양구                                          | 성사동                                                     | 국도 제39호선 구간 국가지원지방도 제78호선 구간                                         |
| 성사동사거리                        | 지방도 제356호선 (고양대로)        | 고양시                                              | 덕양구                                          | 성사동                                                     | 국도 제39호선 구간 국가지원지방도 제78호선 구간                                         |
| 성사지하차도입구 교차로             | 마상로                             | 고양시                                              | 덕양구                                          | 성사동                                                     | 국도 제39호선 구간 국가지원지방도 제78호선 구간                                         |
| 원당주공아파트앞 교차로             | 호국로834번길                      | 고양시                                              | 덕양구                                          | 성사동                                                     | 국도 제39호선 구간 국가지원지방도 제78호선 구간                                         |
| (성사동)                            | 충장로                             | 고양시                                              | 덕양구                                          | 성사동                                                     | 국도 제39호선 구간 국가지원지방도 제78호선 구간                                         |
| 왕릉 교차로                         | 새빛로                             | 고양시                                              | 덕양구                                          | 원신동                                                     | 국도 제39호선 구간 국가지원지방도 제78호선 구간                                         |
| 낙타고개삼거리                      | 원당로                             | 고양시                                              | 덕양구                                          | 원신동                                                     | 국도 제39호선 구간 국가지원지방도 제78호선 구간                                         |
| 낙타고개                            |                                    | 고양시                                              | 덕양구                                          | 원신동                                                     | 국도 제39호선 구간 국가지원지방도 제78호선 구간                                         |
| 원신동행정복지센터앞 교차로         | 호국로1254번길                     | 고양시                                              | 덕양구                                          | 원신동                                                     | 국도 제39호선 구간 국가지원지방도 제78호선 구간                                         |
| 벽제육교                            |                                    | 고양시                                              | 덕양구                                          | 고양동                                                     | 국도 제39호선 구간 국가지원지방도 제78호선 구간                                         |
| 대자삼거리                          | 국도 제1호선 (통일로)              | 고양시                                              | 덕양구                                          | 고양동                                                     | 국도 제39호선 구간 국가지원지방도 제78호선 구간 철원 방면 진출 불가 서울 방면 진입 불가 |
| 벽제역앞 교차로                     | 호국로1427번길 호국로1430번길      | 고양시                                              | 덕양구                                          | 고양동                                                     | 국도 제39호선 구간 국가지원지방도 제78호선 구간                                         |
| 선유동입구 교차로                   | 서리골길 호국로1539번길            | 고양시                                              | 덕양구                                          | 고양동                                                     | 국도 제39호선 구간 국가지원지방도 제78호선 구간                                         |
| 빈정동입구 교차로                   | 호국로1595번길                     | 고양시                                              | 덕양구                                          | 고양동                                                     | 국도 제39호선 구간 국가지원지방도 제78호선 구간                                         |
| 고양1교앞 교차로                    | 읍내로                             | 고양시                                              | 덕양구                                          | 고양동                                                     | 국도 제39호선 구간 국가지원지방도 제78호선 구간                                         |
| 고양동행정복지센터 앞교차로         | 벽제관로                           | 고양시                                              | 덕양구                                          | 고양동                                                     | 국도 제39호선 구간 국가지원지방도 제78호선 구간                                         |
| 고양2교앞 교차로                    | 국가지원지방도 제78호선 (동헌로)   | 고양시                                              | 덕양구                                          | 고양동                                                     | 국도 제39호선 구간 국가지원지방도 제78호선 구간                                         |
| 목암동삼거리                        | 호국로1907번길                     | 고양시                                              | 덕양구                                          | 고양동                                                     | 국도 제39호선 구간                                                                      |
| 목암 교차로                         | 국도 제39호선 (신호국로)           | 양주시                                              | 장흥면                                          | 장흥면                                                     | 국도 제39호선 구간 양주시도 제32호선 구간                                               |
| 장흥육교                            | 지방도 제371호선 (일영로)          | 양주시                                              | 장흥면                                          | 장흥면                                                     | 지방도 제371호선 구간 양주시도 제32호선 구간                                            |
| 장흥 교차로                         | 지방도 제371호선 (권율로)          | 양주시                                              | 장흥면                                          | 장흥면                                                     | 지방도 제371호선 구간 양주시도 제32호선 구간                                            |
| 장흥교                              |                                    | 양주시                                              | 장흥면                                          | 장흥면                                                     | 양주시도 제32호선 구간                                                                  |
| 신흥유원지입구삼거리                | 유원지로                           | 양주시                                              | 장흥면                                          | 장흥면                                                     | 양주시도 제32호선 구간                                                                  |
| 송추지하차도 송추교                 |                                    | 양주시                                              | 장흥면                                          | 장흥면                                                     | 양주시도 제32호선 구간                                                                  |
| 송추삼거리                          | 북한산로                           | 양주시                                              | 장흥면                                          | 장흥면                                                     | 양주시도 제32호선 구간                                                                  |
| (울대교 남단)                       | 국가지원지방도 제39호선 (가마골로) | 양주시                                              | 장흥면                                          | 장흥면                                                     | 양주시도 제32호선 구간                                                                  |
| 울대 교차로                         | 국도 제39호선 (신호국로)           | 양주시                                              | 장흥면                                          | 장흥면                                                     | 국도 제39호선 구간 양주시도 제32호선 구간                                               |
| 경민광장 교차로                     | 국도 제39호선 (서부로)             | 의정부시                                            | 흥선동                                          | 흥선동                                                     | 국도 제39호선 구간                                                                      |
| 흥선광장 교차로                     | 의정로 흥선로                      | 의정부시                                            | 흥선동                                          | 흥선동                                                     |                                                                                         |
| 흥선역                              |                                    | 의정부시                                            | 흥선동                                          | 흥선동                                                     |                                                                                         |
| (이름 없음)                         | 신흥로                             | 의정부시                                            | 의정부동                                        | 의정부동                                                   |                                                                                         |
| 중앙 교차로                         | 평화로                             | 의정부시                                            | 의정부동                                        | 의정부동                                                   |                                                                                         |
| 의정부중앙역                        | 호국로1309번길 호국로1310번길      | 의정부시                                            | 의정부동                                        | 의정부동                                                   |                                                                                         |
| 파발 교차로                         | 태평로 행복로                      | 의정부시                                            | 의정부동                                        | 의정부동                                                   |                                                                                         |
| 양주교                              |                                    | 의정부시                                            | 의정부동                                        | 의정부동                                                   |                                                                                         |
| 버스터미널 교차로                   | 동일로                             | 의정부시                                            | 자금동                                          | 자금동                                                     |                                                                                         |
| 금신 교차로 (금신지하차도)          | 국도 제43호선 (금신로)             | 의정부시                                            | 자금동                                          | 자금동                                                     | 국도 제43호선 구간                                                                      |
| (천보근린공원)                      | 새말로                             | 의정부시                                            | 자금동                                          | 자금동                                                     | 국도 제43호선 구간                                                                      |
| (자금동육교)                        | 금오로                             | 의정부시                                            | 자금동                                          | 자금동                                                     | 국도 제43호선 구간                                                                      |
| (이름 없음)                         | 청사로                             | 의정부시                                            | 자금동                                          | 자금동                                                     | 국도 제43호선 구간                                                                      |
| (자일교 북단)                       | 천보로                             | 의정부시                                            | 자금동                                          | 자금동                                                     | 국도 제43호선 구간                                                                      |
| 면허시험장입구 교차로               | 금오로                             | 의정부시                                            | 자금동                                          | 자금동                                                     | 국도 제43호선 구간                                                                      |
| 자금 나들목                         | 국도 제3호선                       | 의정부시                                            | 자금동                                          | 자금동                                                     | 국도 제43호선 구간                                                                      |
| 축석고개 (축석령)                   |                                    | 의정부시                                            | 자금동                                          | 자금동                                                     | 국도 제43호선 구간                                                                      |
| 포천시                              | 소흘읍                             | 소흘읍                                              |                                                 |                                                            | 국도 제43호선 구간                                                                      |
| 포천시                              | 소흘읍                             | 소흘읍                                              | 축석고개삼거리                                  | 광릉수목원로 민락로                                        | 국도 제43호선 구간 국가지원지방도 제98호선 구간                                         |
| 포천시                              | 소흘읍                             | 소흘읍                                              | 축석령휴게소                                    | 광릉수목원로                                               | 국도 제43호선 구간 국가지원지방도 제98호선 구간 포천시도 제4호선 구간                   |
| 포천시                              | 소흘읍                             | 소흘읍                                              | 축석초교입구                                    | 무란길                                                     | 국도 제43호선 구간 국가지원지방도 제98호선 구간 포천시도 제4호선 구간                   |
| 포천시                              | 소흘읍                             | 소흘읍                                              | 수내동입구                                      | 호국로171번길                                              | 국도 제43호선 구간 국가지원지방도 제98호선 구간 포천시도 제4호선 구간                   |
| 포천시                              | 소흘읍                             | 소흘읍                                              | 소흘 나들목                                     | 29호선 세종포천고속도로                                    | 국도 제43호선 구간 국가지원지방도 제98호선 구간 포천시도 제4호선 구간                   |
| 포천시                              | 소흘읍                             | 소흘읍                                              | 무봉리마을입구                                  | 거친봉이길                                                 | 국도 제43호선 구간 국가지원지방도 제98호선 구간 포천시도 제4호선 구간                   |
| 포천시                              | 소흘읍                             | 소흘읍                                              | 부인터입구 교차로                               | 호국로323번길                                              | 국도 제43호선 구간 국가지원지방도 제98호선 구간                                         |
| 포천시                              | 소흘읍                             | 소흘읍                                              | 부인터사거리                                    | 국가지원지방도 제98호선 지방도 제360호선 (부흥로)          | 국도 제43호선 구간 국가지원지방도 제98호선 구간 지방도 제360호선 구간                   |
| 포천시                              | 소흘읍                             | 소흘읍                                              | 대방아파트입구                                  | 호국로429번길                                              | 국도 제43호선 구간 지방도 제360호선 구간                                                |
| 포천시                              | 소흘읍                             | 소흘읍                                              | 용상골입구                                      | 아랫용상길 호국로484번길                                   | 국도 제43호선 구간 지방도 제360호선 구간                                                |
| 포천시                              | 소흘읍                             | 소흘읍                                              | 통일대입구삼거리                                | 태봉로                                                     | 국도 제43호선 구간 지방도 제360호선 구간                                                |
| 포천시                              | 소흘읍                             | 소흘읍                                              | 소흘읍 행정복지센터앞 교차로                    | 검바위길                                                   | 국도 제43호선 구간 지방도 제360호선 구간                                                |
| 포천시                              | 소흘읍                             | 소흘읍                                              | 송우삼거리                                      | 솔모루로                                                   | 국도 제43호선 구간 지방도 제360호선 구간                                                |
| 포천시                              | 소흘읍                             | 소흘읍                                              | 초가팔리입구                                    | 초가팔로 솔모루로58번길                                    | 국도 제43호선 구간 지방도 제360호선 구간                                                |
| 포천시                              | 소흘읍                             | 소흘읍                                              | 이가팔리입구                                    | 죽엽산로 솔모루로78번길                                    | 국도 제43호선 구간 지방도 제360호선 구간                                                |
| 포천시                              | 소흘읍                             | 소흘읍                                              | 송우교                                          |                                                            | 국도 제43호선 구간 지방도 제360호선 구간                                                |
| 포천시                              | 소흘읍                             | 소흘읍                                              | 하송우삼거리                                    | 솔모루로                                                   | 국도 제43호선 구간 지방도 제360호선 구간                                                |
| 포천시                              | 소흘읍                             | 소흘읍                                              | 하송우사거리                                    | 국가지원지방도 제56호선 (화합로) 지방도 제360호선 (가산로) | 국도 제43호선 구간 국가지원지방도 제56호선 구간 지방도 제360호선 구간                   |
| 포천시                              | 소흘읍                             | 소흘읍                                              | 설운교                                          |                                                            | 국도 제43호선 구간 국가지원지방도 제56호선 구간 포천시도 제1호선 구간                   |
| 포천시                              | 선단동                             |                                                     | 설운교                                          |                                                            | 국도 제43호선 구간 국가지원지방도 제56호선 구간 포천시도 제1호선 구간                   |
| 포천시                              | 설운3통 교차로                     | 호국로883번길                                       |                                                 |                                                            | 국도 제43호선 구간 국가지원지방도 제56호선 구간 포천시도 제1호선 구간                   |
| 포천시                              | 장승거리사거리 (선단 나들목)       | 29호선 세종포천고속도로 지방도 제364호선 (삼육사로) |                                                 |                                                            | 국도 제43호선 구간 국가지원지방도 제56호선 구간 포천시도 제1호선 구간                   |
| 포천시                              | 대진대입구 교차로                  |                                                     |                                                 |                                                            | 국도 제43호선 구간 국가지원지방도 제56호선 구간 포천시도 제1호선 구간                   |
| 포천시                              | 선단교                             |                                                     |                                                 |                                                            | 국도 제43호선 구간 국가지원지방도 제56호선 구간 포천시도 제1호선 구간                   |
| 포천시                              | (교차로 이름 미상)                 | 지방도 제364호선                                    |                                                 |                                                            | 국도 제43호선 구간 국가지원지방도 제56호선 구간 포천시도 제1호선 구간                   |
| 포천시                              | 할렐루야기도원                     | 정자동길                                            |                                                 |                                                            | 국도 제43호선 구간 국가지원지방도 제56호선 구간 포천시도 제1호선 구간                   |
| 포천시                              | 자작교                             |                                                     |                                                 |                                                            | 국도 제43호선 구간 국가지원지방도 제56호선 구간 포천시도 제1호선 구간                   |
| 포천시                              | 자작삼거리                         | 자작로                                              |                                                 |                                                            | 국도 제43호선 구간 국가지원지방도 제56호선 구간 포천시도 제1호선 구간                   |
| 포천시                              | 어룡3통 교차로                     | 호국로1331번길                                      | 포천동                                          | 포천동                                                     | 국도 제43호선 구간 국가지원지방도 제56호선 구간 포천시도 제1호선 구간                   |
| 포천시                              | 어룡2통 교차로                     | 어룡길                                              | 포천동                                          | 포천동                                                     | 국도 제43호선 구간 국가지원지방도 제56호선 구간 포천시도 제1호선 구간                   |
| 포천시                              | 어룡1통 교차로                     | 왕방로                                              | 포천동                                          | 포천동                                                     | 국도 제43호선 구간 국가지원지방도 제56호선 구간 포천시도 제1호선 구간                   |
| 포천시                              | 포천삼거리                         | 중앙로                                              | 포천동                                          | 포천동                                                     | 국도 제43호선 구간 국가지원지방도 제56호선 구간 포천시도 제1호선 구간                   |
| 포천시                              | 포천1교                            |                                                     | 포천동                                          | 포천동                                                     | 국도 제43호선 구간 국가지원지방도 제56호선 구간 포천시도 제1호선 구간                   |
| 포천시                              | 군내면                             | 군내면                                              | 국도 제43호선 구간 국가지원지방도 제56호선 구간 |                                                            |                                                                                         |
| 포천시                              | 군내면                             | 군내면                                              | 국도 제43호선 구간 국가지원지방도 제56호선 구간 | 포천2교                                                    |                                                                                         |
| 포천시                              | 군내면                             | 군내면                                              | 국도 제43호선 구간 국가지원지방도 제56호선 구간 | 포천경찰서앞 교차로                                        |                                                                                         |
| 포천시                              | 군내면                             | 군내면                                              | 국도 제43호선 구간 국가지원지방도 제56호선 구간 | 군내사거리                                                 | 국가지원지방도 제56호선 (청군로)                                                        |
| 포천시                              | 군내면                             | 군내면                                              | 한내사거리                                      | 국도 제87호선 (포천로)                                     | 국도 제43호선 구간                                                                      |
| 포천시                              | 군내면                             | 군내면                                              | 골말입구삼거리                                  | 호국로1664번길                                             | 국도 제43호선 구간                                                                      |
| 포천시                              | 군내면                             | 군내면                                              | 여성회관입구 교차로                             | 청성로                                                     | 국도 제43호선 구간                                                                      |
| 포천시                              | 포천3교                            |                                                     | 신북면                                          | 신북면                                                     | 국도 제43호선 구간                                                                      |
| 포천시                              | 신북 나들목                        | 29호선 세종포천고속도로                             | 신북면                                          | 신북면                                                     | 국도 제43호선 구간                                                                      |
| 포천시                              | 구신북대교앞                       | 중앙로                                              | 신북면                                          | 신북면                                                     | 국도 제43호선 구간 포천시도 제28호선 구간                                               |
| 포천시                              | 틀못이마을입구                     | 틀못이길                                            | 신북면                                          | 신북면                                                     | 국도 제43호선 구간                                                                      |
| 포천시                              | 신북대교삼거리                     | 중앙로                                              | 신북면                                          | 신북면                                                     | 국도 제43호선 구간                                                                      |
| 포천시                              | 독곡마을입구                       | 독곡길                                              | 신북면                                          | 신북면                                                     | 국도 제43호선 구간                                                                      |
| 포천시                              | 신북교                             |                                                     | 신북면                                          | 신북면                                                     | 국도 제43호선 구간                                                                      |
| 포천시                              | 신북면사무소앞 교차로              | 지방도 제368호선 (아트밸리로) (청신로)              | 신북면                                          | 신북면                                                     | 국도 제43호선 구간                                                                      |
| 포천시                              | 외오동입구                         | 호국로2122번길                                      | 신북면                                          | 신북면                                                     | 국도 제43호선 구간                                                                      |
| 포천시                              | 신포천아파트앞삼거리               |                                                     | 신북면                                          | 신북면                                                     | 국도 제43호선 구간                                                                      |
| 포천시                              | 요꼴사거리                         | 신평로 호국로2254번길                               | 신북면                                          | 신북면                                                     | 국도 제43호선 구간                                                                      |
| 포천시                              | 만세교2리 교차로                   | 호국로2346번길 호국로2347번길                       | 신북면                                          | 신북면                                                     | 국도 제43호선 구간                                                                      |
| 포천시                              | 만세교공단 교차로                  | 호국로2378번길                                      | 신북면                                          | 신북면                                                     | 국도 제43호선 구간                                                                      |
| 포천시                              | 만세교리 교차로                    |                                                     | 신북면                                          | 신북면                                                     | 국도 제43호선 구간                                                                      |
| 포천시                              | 만세교                             |                                                     | 신북면                                          | 신북면                                                     | 국도 제43호선 구간                                                                      |
| 포천시                              | 영중면                             |                                                     |                                                 |                                                            | 국도 제43호선 구간                                                                      |
| 포천시                              | 만세삼거리                         | 국도 제37호선 (신영일로) 영일로                     | 국도 제37, 43호선 구간                          |                                                            |                                                                                         |
| 포천시                              | 금주3리 교차로                     | 호국로2533번길 호국로2536번길                       | 국도 제37, 43호선 구간                          |                                                            |                                                                                         |
| 포천시                              | 금주교                             |                                                     | 국도 제37, 43호선 구간                          |                                                            |                                                                                         |
| 포천시                              | 거사1리입구                        | 백로주길 호국로2616번길                             | 국도 제37, 43호선 구간                          |                                                            |                                                                                         |
| 포천시                              | 금주5리 교차로                     | 호국로2709번길                                      | 국도 제37, 43호선 구간                          |                                                            |                                                                                         |
| 포천시                              | 양문 교차로                        | 국도 제37호선 (동서로)                              | 국도 제37, 43호선 구간                          |                                                            |                                                                                         |
| 포천시                              | 양문곰고개삼거리                   | 양문로                                              | 국도 제43호선 구간                              |                                                            |                                                                                         |
| 포천시                              | 양문교                             |                                                     | 국도 제43호선 구간                              |                                                            |                                                                                         |
| 포천시                              | 양문사거리                         | 먼재길 양문로1길                                    | 국도 제43호선 구간                              |                                                            |                                                                                         |
| 포천시                              | 양문삼거리                         | 양문로                                              | 국도 제43호선 구간                              |                                                            |                                                                                         |
| 포천시                              | 양문공업단지 교차로                | 양문공단로                                          | 국도 제43호선 구간                              |                                                            |                                                                                         |
| 포천시                              | 영중교                             |                                                     | 국도 제43호선 구간                              |                                                            |                                                                                         |
| 포천시                              | 신장삼거리                         | 지방도 제372호선 (전영로)                           | 국도 제43호선 구간 지방도 제372호선 구간        |                                                            |                                                                                         |
| 포천시                              | 성동5리 교차로                     | 호국로3121번길                                      | 국도 제43호선 구간 지방도 제372호선 구간        |                                                            |                                                                                         |
| 포천시                              | 성동삼거리                         | 지방도 제372호선 (성장로)                           | 국도 제43호선 구간 지방도 제372호선 구간        |                                                            |                                                                                         |
| 포천시                              | 성동2리 교차로                     | 호국로3296번길                                      | 국도 제43호선 구간                              |                                                            |                                                                                         |
| 포천시                              | 서두교                             |                                                     | 국도 제43호선 구간                              | 영북면                                                     | 영북면                                                                                  |
| 포천시                              | 쇳골마을입구                       | 호국로3497번길                                      | 국도 제43호선 구간                              | 영북면                                                     | 영북면                                                                                  |
| 포천시                              | 야미사거리                         | 호국로3549번길 호국로3552번길                       | 국도 제43호선 구간                              | 영북면                                                     | 영북면                                                                                  |
| 포천시                              | 문암리 교차로                      | 호국로3725번길                                      | 국도 제43호선 구간                              | 영북면                                                     | 영북면                                                                                  |
| 포천시                              | 운천제1교차로                      | 영북로 호국로3791번길                               | 국도 제43호선 구간                              | 영북면                                                     | 영북면                                                                                  |
| 포천시                              | 운천제2교차로                      | 국가지원지방도 제78호선 (문암길) (방골길)           | 국도 제43호선 구간                              | 영북면                                                     | 영북면                                                                                  |
| 포천시                              | 문암교                             |                                                     | 국도 제43호선 구간                              | 영북면                                                     | 영북면                                                                                  |
| 포천시                              | 운천제3교차로                      | 운천로 구름내길                                     | 국도 제43호선 구간                              | 영북면                                                     | 영북면                                                                                  |
| 포천시                              | 운천제4교차로                      | 영북로                                              | 국도 제43호선 구간                              | 영북면                                                     | 영북면                                                                                  |
| 포천시                              | 송정검문소 교차로                  | 지방도 제387호선 (북원로)                           | 국도 제43호선 구간 지방도 제387호선 구간        | 영북면                                                     | 영북면                                                                                  |
| 포천시                              | 자일1리 교차로                     | 지방도 제387호선 (호국로4350번길)                   | 국도 제43호선 구간 지방도 제387호선 구간        | 영북면                                                     | 영북면                                                                                  |
| 포천시                              | 경교                               |                                                     | 국도 제43호선 구간                              | 영북면                                                     | 영북면                                                                                  |
| 철원군                              | 경교                               | 갈말읍                                              | 갈말읍                                          |                                                            |                                                                                         |
| 철원군                              | 연봉제삼거리                       | 갈말읍                                              | 갈말읍                                          | 명성로                                                     |                                                                                         |
| 철원군                              | 지포교                             | 갈말읍                                              | 갈말읍                                          |                                                            |                                                                                         |
| 철원군                              | 드르니 교차로                      | 갈말읍                                              | 갈말읍                                          | 군탄로 드르니길                                            |                                                                                         |
| 철원군                              | 군탄사거리                         | 갈말읍                                              | 갈말읍                                          | 갈말로 명성로                                              |                                                                                         |
| 철원군                              | 군탄교                             | 갈말읍                                              | 갈말읍                                          |                                                            |                                                                                         |
| 철원군                              | 문혜삼거리                         | 갈말읍                                              | 갈말읍                                          | 두루미로                                                   | 국도 제43호선 구간 철원군도 제1호선 구간                                                |
| 철원군                              | 문혜교                             | 갈말읍                                              | 갈말읍                                          |                                                            | 국도 제43호선 구간                                                                      |
| 철원군                              | 문혜 교차로                        | 갈말읍                                              | 갈말읍                                          | 지방도 제463호선 (태봉로)                                  | 국도 제43호선 구간                                                                      |
| 철원군                              | 문혜1교 문혜지하차도               | 갈말읍                                              | 갈말읍                                          |                                                            | 국도 제43호선 구간                                                                      |
| 철원군                              | 지경 교차로                        | 갈말읍                                              | 갈말읍                                          | 지방도 제464호선 (청양로)                                  | 국도 제43호선 구간                                                                      |
| 철원군                              | 지경교                             | 갈말읍                                              | 갈말읍                                          |                                                            | 국도 제43호선 구간                                                                      |
| 철원군                              | 연동 교차로                        | 연동길                                              | 김화읍                                          | 김화읍                                                     | 국도 제43호선 구간                                                                      |
| 철원군                              | 청양 교차로                        | 청양로                                              | 김화읍                                          | 김화읍                                                     | 국도 제43호선 구간                                                                      |
| 철원군                              | 청하 교차로                        | 청하골길                                            | 김화읍                                          | 김화읍                                                     | 국도 제43호선 구간                                                                      |
| 철원군                              | 만경교                             |                                                     | 김화읍                                          | 김화읍                                                     | 국도 제43호선 구간                                                                      |
| 철원군                              | 김화농공단지                       | 외골길                                              | 김화읍                                          | 김화읍                                                     | 국도 제43호선 구간                                                                      |
| 철원군                              | 만경 교차로                        | 청양로                                              | 김화읍                                          | 김화읍                                                     | 국도 제43호선 구간                                                                      |
| 철원군                              | 김화교                             |                                                     | 김화읍                                          | 김화읍                                                     | 국도 제43호선 구간                                                                      |
| 철원군                              | 김화 교차로                        | 국도 제47호선 (김화로)                              | 김화읍                                          | 김화읍                                                     | 국도 제43, 56호선 구간                                                                  |
| 철원군                              | 학사 교차로                        | 국도 제43호선 (생창길)                              | 김화읍                                          | 김화읍                                                     | 국도 제43, 56호선 구간                                                                  |
| 철원군                              | 화강교                             |                                                     | 김화읍                                          | 김화읍                                                     | 국도 제56호선 구간                                                                      |
| 철원군                              | 화강교                             | 서면                                                |                                                 |                                                            | 국도 제56호선 구간                                                                      |
| 철원군                              | 신벌 교차로                        | 신벌로                                              |                                                 |                                                            | 국도 제56호선 구간                                                                      |
| 철원군                              | 수유2교                            |                                                     |                                                 |                                                            | 국도 제56호선 구간                                                                      |
| 철원군                              | 사곡 교차로                        | 금강로                                              | 근남면                                          |                                                            | 국도 제56호선 구간                                                                      |
| 철원군                              | 신사곡 교차로                      | 국도 제56호선 (하오재로)                            | 근남면                                          |                                                            | 국도 제56호선 구간                                                                      |
| 철원군                              | 용암삼거리                         | 국도 제5호선 (영서로)                               | 근남면                                          |                                                            |                                                                                         |

## 주요 건물 및 시설
- 주교동우체국 (경기도 고양시 덕양구 호국로 793)
- 성사고등학교 (경기도 고양시 덕양구 호국로 869)
- 고양시생활체육공원, 고양국민체육센터 (경기도 고양시 덕양구 호국로 876)
- 성사중학교 (경기도 고양시 덕양구 호국로 887)
- 원신동행정복지센터 (경기도 고양시 덕양구 호국로 1261)
- 양주장흥우체국 (경기도 양주시 장흥면 호국로 168)
- 장흥파출소 (경기도 양주시 장흥면 호국로 179)
- 온릉 (경기도 양주시 장흥면 호국로 255-41)
- 송추초등학교 (경기도 양주시 장흥면 호국로 499)
- 가능지구대 (경기도 의정부시 호국로 1171)
- 흥선역 (경기도 의정부시 호국로 1197)
- 의정부경찰서 (경기도 의정부시 호국로 1265)
- 의정부중앙초등학교 (경기도 의정부시 호국로 1287)
- 의정부중앙역 (경기도 의정부시 호국로 1305)
- 의정부1동우체국 (경기도 의정부시 호국로 1318)
- 소흘읍사무소, 소흘보건지소 (경기도 포천시 소흘읍 호국로 567)
- 이마트 포천점 (경기도 포천시 호국로 915)
- 롯데슈퍼 포천점 (경기도 포천시 호국로 959)
- 대진대학교 (경기도 포천시 호국로 1007)
- 개성인삼농협 본점 (경기도 포천시 호국로 1423)
- 포천종합운동장, 포천종합체육관 (경기도 포천시 군내면 호국로 1518)
- 포천교육지원청 (경기도 포천시 군내면 호국로 1520)
- 한국국토정보공사 포천시지사 (경기도 포천시 군내면 호국로 1521)
- 포천경찰서 (경기도 포천시 군내면 호국로 1570)
- 신북파출소 (경기도 포천시 신북면 호국로 2059)
- 신북면행정복지센터, 신북면보건지소 (경기도 포천시 신북면 호국로 2065)
- 신북119지역대 (경기도 포천시 신북면 호국로 2066)
- 미륵박물관 (경기도 포천시 영중면 호국로 2546)
- 영중초등학교 (경기도 포천시 영중면 호국로 3054)
- 야미리보건진료소 (경기도 포천시 영북면 호국로 3541)

## 이전 도로명
본래 이 도로의 전 구간이 호국로였던 것은 아니었으며 도로명주소 시행 전 구간마다 불렸던 명칭은 다음과 같다.
- 덕양대로 (양주시계 - 토당고가)
- 행주대로 (덕양대로 - 행주 나들목)
- 송추길 (양주시계 - 경민광장)
- 충정로 (경민광장 - 금신 교차로)
- 축석길 (금신 교차로 - 축석 검문소사거리)
- 호국로 (축석 검문소사거리 - 용암삼거리)